# Кирха Святого Иоанна Крестителя в Маркове
Кирха святого Иоанна Крестителя в Марково — лютеранская церковь в деревне Марково, бывший центр прихода Марккова (фин. Markkova) Евангелическо-лютеранской церкви Ингрии.

## История
В 1600-е годы, в период шведского правления, на южном побережье Ладожского озера существовал лютеранский приход Лоппи.
Кирха прихода Лоппи 1640 года постройки, располагавшаяся в 4 км от деревни Путилово, была сожжена в 1701 году, в ходе боевых действий Северной войны.
В 1722 году, взамен утраченной, была построена деревянная кирха во имя святого Иоанна Крестителя в деревне Марково, по имени которой и был назван новый приход. К нему, кроме деревень старого прихода Лоппи, стали относиться также лютеранские церкви Шлиссельбурга и Новой Ладоги. Приход входил в Шлиссельбургское пробство.
В 1724 году новый лютеранский приход получил своего пастора.
В 1777 году, из-за ветхости, кирха в деревне Марково была перестроена.
В ноябре 1831 года, был создан объединённый приход Марккова-Ярвисаари, имевший одного настоятеля.
В середине 1830-х годов, в деревне Марково был построен пасторат объединённого прихода.
16 декабря 1845 года в деревне Марково была освящена новая деревянная кирха во имя святого Иоанна Крестителя, рассчитанная на 500 мест.
Начиная с середины XIX века в объединённом приходе Марккова-Ярвисаари наблюдался значительный приток лютеранского населения, в связи с чем обсуждался вопрос о разделении его на два независимых прихода, но проект не был осуществлён.
В 1860 году настоятель Й. Грюндстрём открыл в деревне Марково народную школу, преподавали в ней мать и сестра настоятеля.
В 1865 году в приходе насчитывалось 2184 человек.
В 1870 году церковь была отремонтирована за счёт средств кассы взаимопомощи.
В 1874 году инициатор повсеместного создания в Ингерманландии воскресных школ Отто Рокканен, основал в приходе Марккова первую из них.
В конце XIX века в приход переселилось большое число эстонцев.
В начале 1900-х годов богослужения на финском языке проводились в кирхе деревни Марково каждое второе воскресенье, остальные богослужения проходили в Ярвисаари. Кроме того, раз в месяц проводились службы на эстонском языке, то есть по шесть раз в год в приходах Марккова и Ярвисаари. Дополнительно велись 6-8 богослужений в год в Шлиссельбурге и одно в Новой Ладоге, на финском, а иногда на немецком языке.
До 1904 года настоятеля избирали в приходе, затем его стал назначать губернатор.
В 1905 году из 4900 прихожан, 4600 человек были финны-ингерманландцы и 600 человек — эстонцы.
В 1906 году при народной школе по инициативе общества трезвости была основана Марковская народная библиотека. Организовал библиотеку учитель П. М. Хусу.
В 1907 году при воскресной школе была открыта финская библиотека.
В 1917 году в приходе насчитывалось 5478 человек.
В 1919 году в объединённом приходе Марккова-Ярвисаари было 5300 прихожан, из них в приходе Марккова — 2600, а в приходе Ярвисаари — 2700 человек.
С 1937 года кирха не действовала. В 1938 году она была официально закрыта.
Здание церкви было разрушено в ходе боевых действий в 1941 году.

## Прихожане

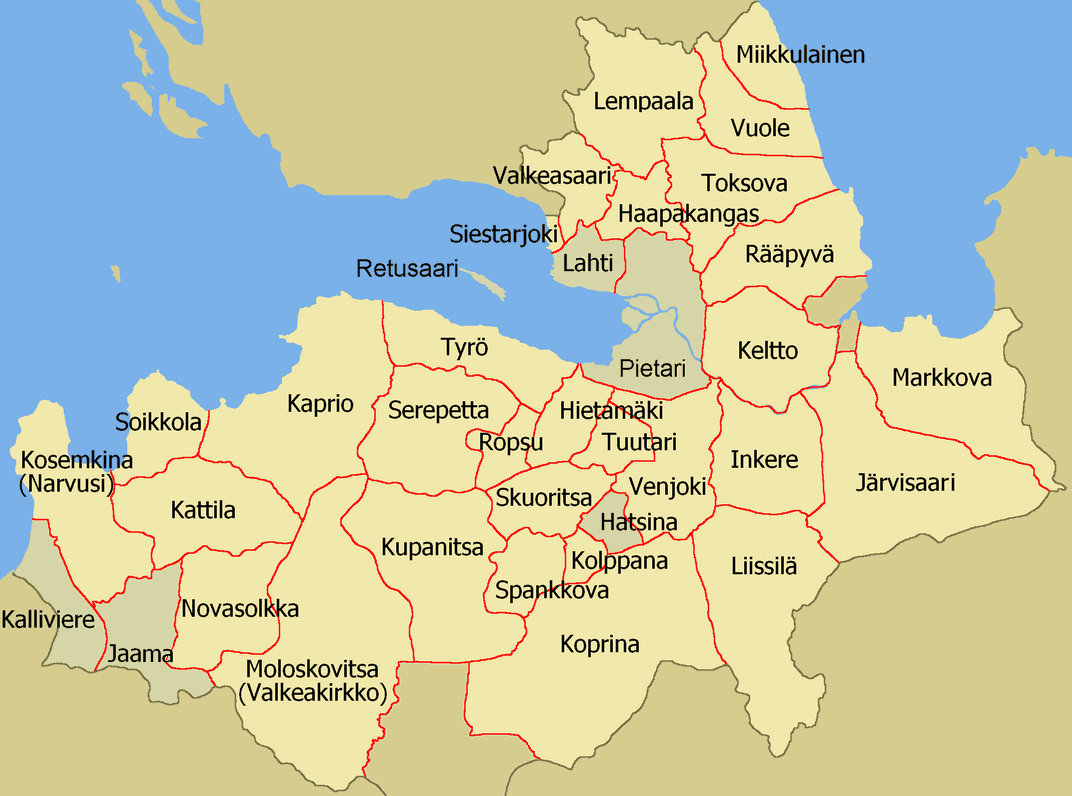
Карта приходов Церкви Ингрии (1930-е годы)

Приход Марккова (фин. Markkova) включал в себя 14 деревень:

Алексеевка, Гайталово, Замошье, Килози, Липки, Марково, Новая, Поляны, Пустоши, Сассары, Славянка, Старая Мельница, Тортолово, Хандрово.
Изменение численности прихожан объединённого прихода Марккова-Ярвисаари с 1842 по 1919 год:

## Духовенство
| Настоятели прихода | Настоятели прихода                               |
| Даты               | Пастор                                           |
| ------------------ | ------------------------------------------------ |
| 1640—1672          | Йохан Хенрик Портан                              |
| 1682—1699          | Томас Андреас Боттниентис                        |
| 1724               | Хенрик Розенгрен (пастор)                        |
| 1728—1740†         | Андреас Реландер                                 |
| 1756—1774†         | Эрик Мюландер (и. о. пастора, пастор)            |
| 1774—1806          | Маттиас Вальстедт (и. о. пастора, пастор)        |
| 1795—1830          | Матиас Андерсин (адъюнкт, и. о. пастора, пастор) |
| 1830—1831          | Йохан Мерселиус (и. о. пастора)                  |
| 1831—1832          | Хенрик Август Швиндт (и. о. пастора)             |
| 1832—1833†         | Отто Вилхелм Мохелл (настоятель)                 |
| 1833               | Йонас Рейнхолд Кавен (адъюнкт)                   |
| 1834—1838          | Густав Вестениус (и. о. пастора, пастор)         |
| 1838—1848          | Фредрик Густаф Берг (и. о. пастора, пастор)      |
| 1848—1856†         | Карл Вилхелм Кориандер (и. о. пастора, пастор)   |
| 1856—1857          | Карл Хелиен (вице-пастор)                        |
| 1857—1863          | Йохан Людвиг Николаус Грюндстрём (настоятель)    |
| 1863—1864          | Фредрик Готтлиб Слёёр (и. о. пастора)            |
| 1864—1868          | Алойс Йеремиас Пииспанен (настоятель)            |
| 1868—1873          | Йохан Альберт Тенген (настоятель)                |
| 1873               | Николай Вилхелм Сонни (и. о. пастора)            |
| 1873—1878          | Отто-Вильгельм Рокканен (настоятель)             |
| 1878—1889†         | Йохан Якоб Нордлунд (настоятель)                 |
| 1891—1912†         | Матти Яатинен (и. о. пастора, пастор)            |
| 1898—1899          | Пауль-Теодор Сонни (адъюнкт)                     |
| 1912—1914          | Оскар Вилхелм Линдберг (и. о. пастора)           |
| 1914—1919          | Ээвертти Пярнянен (и. о. пастора, пастор)        |
| 1919—1921†         | Оскар Вилхелм Линдберг (настоятель)              |
| 1921—1923          | Селим Ялмари Лауриккала (настоятель)             |
| 1923—1932          | Эркки Хуттер (арестован)                         |
| 1934—1935          | Пекка Виркки                                     |
| 1935—1937          | Пётр (Пекка) Адамович Бракс (расстрелян)         |

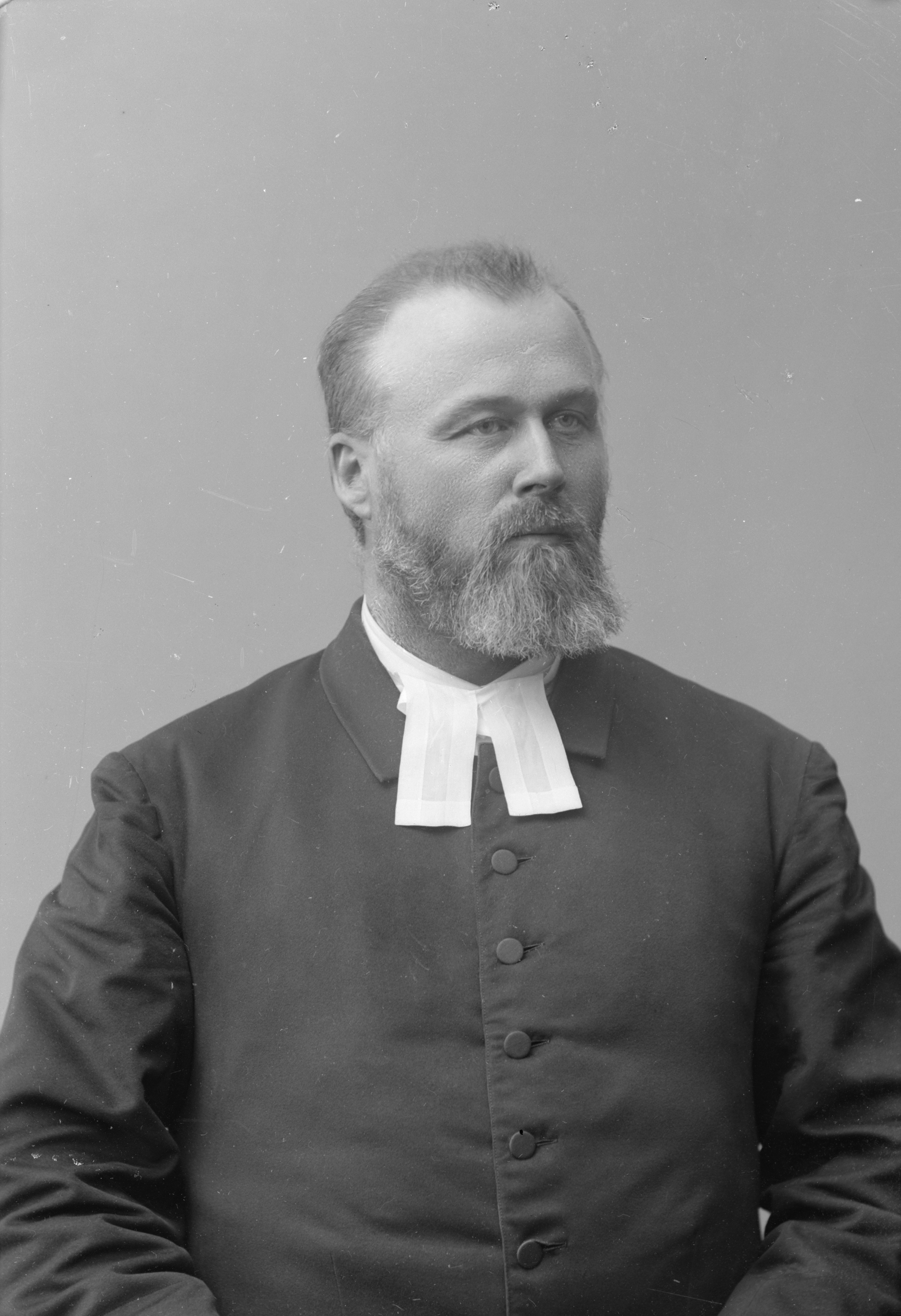
Пастор Матти Яатинен. 1894 год

## Фото

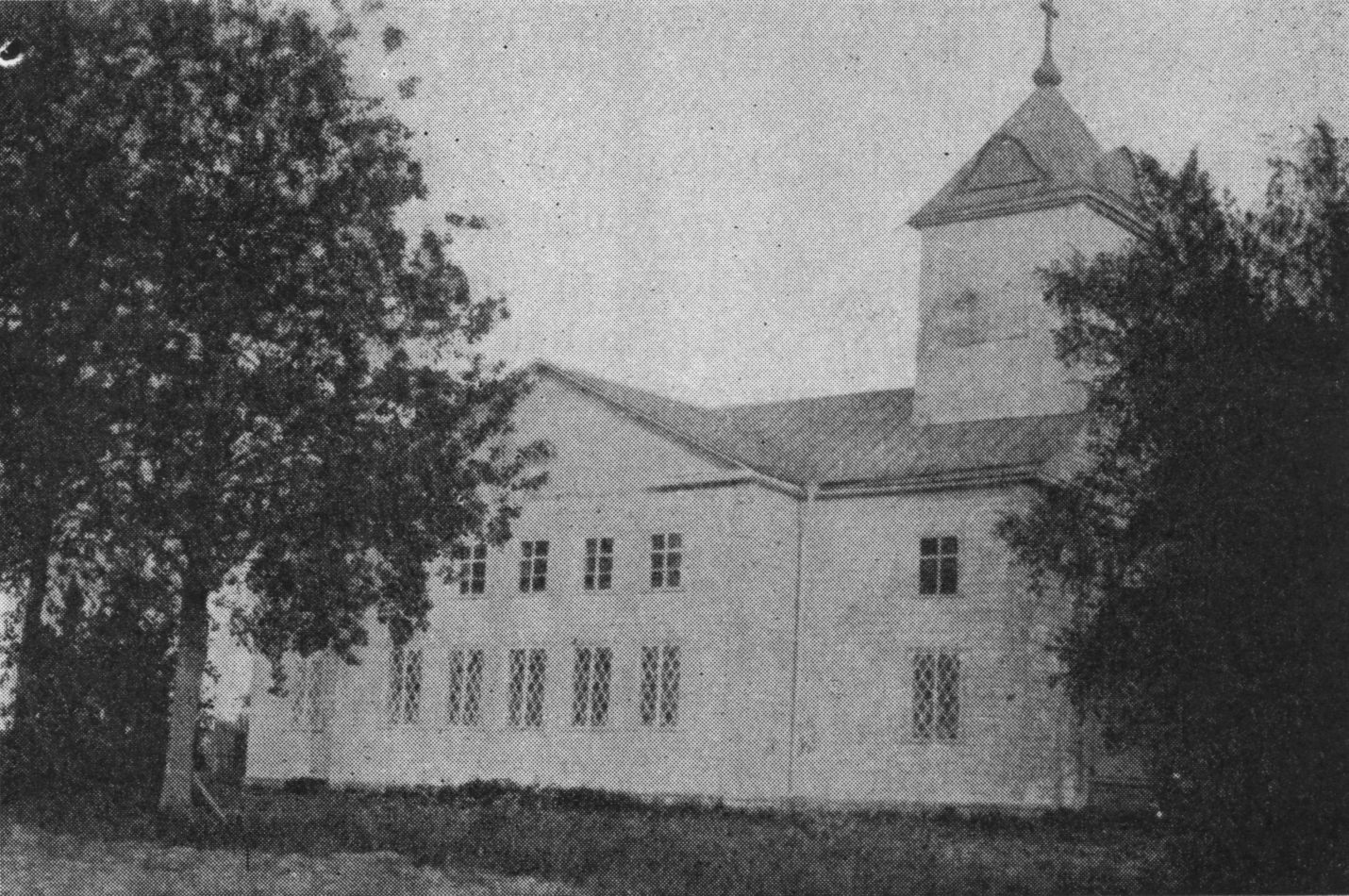
Кирха в Марково. Фото начала XX века
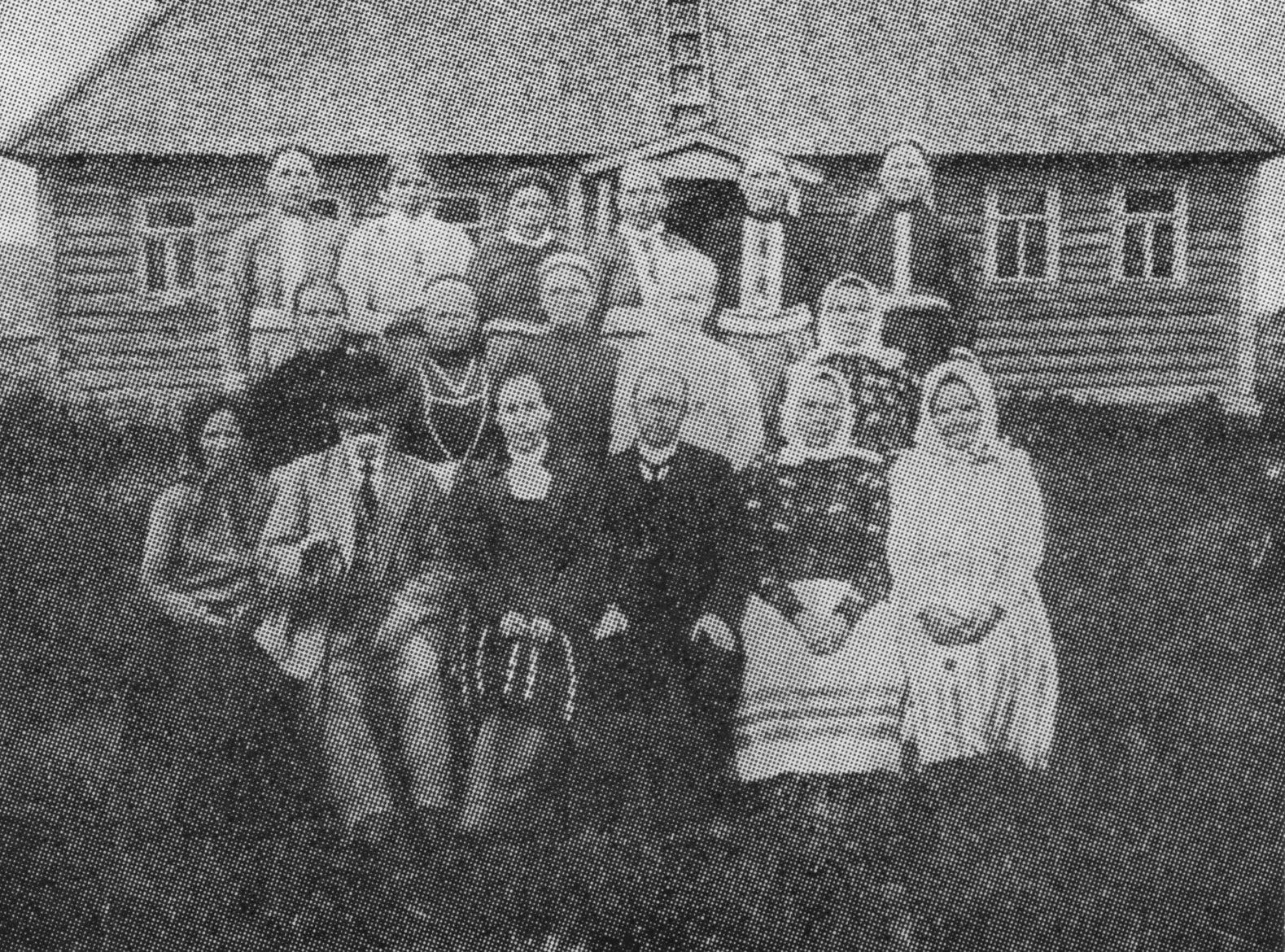
Настоятель О. В. Линдберг с прихожанами в пасторате
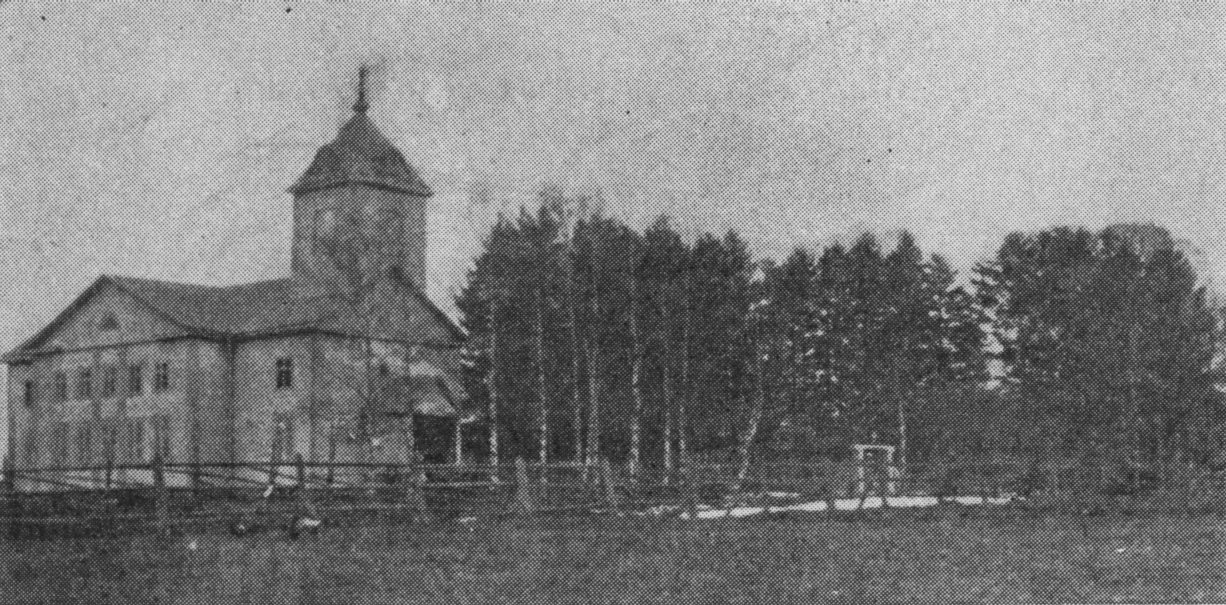
Кирха и кладбище в Марково. Фото начала XX века